# Quarterly Review

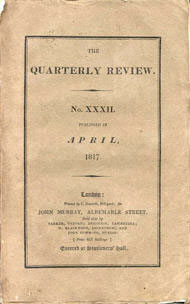
Capa do Quarterly Review

O Quarterly Review foi um jornal literário e político cuja primeira edição foi publicada em Março de 1809 pelo editor John Murray, de Londres, Inglaterra. O jornal alcançou seu auge em 1817, quando realizou duros ataques políticos. A publicação do jornal durou até 1967, quando sua edição foi interrompida. Em 2007, um novo jornal foi publicado na Inglaterra com o nome Quarterly Review, mas se trata da continuação do jornal Right Now!